# Рейчел Циммерман
Рейчел Циммерман Брахман (англ. Rachel Zimmerman Brachman; нар.. 1972, Канада) — канадська космічна вчена та винахідниця. Брахман винайшла «Blissymbol (Бліссимвол) принтер» у 1984 році, спрощуючи спілкування користувачам з обмеженими фізичними можливостями. Користувач може вибрати різні Бліссімволи для передачі своїх думок, і принтер переводить ці зображення в письмовий текст. Її винахід було визнано в усьому світі, і вона отримала ряд нагород за свої досягнення.

## Життєпис
Народилася 1972 року в Лондоні, Онтаріо (Канада). З юних років виявляла значний інтерес до мистецтва, дебатів, музиці й особливо до науки. У 12 років Брахман розробила програмне забезпечення з використанням Бліссимволіки. Її «Blissymbol (Бліссимвол) принтер» призначений для людей з важкими формами фізичної інвалідності, такими як церебральний параліч, оскільки він забезпечує легкий метод спілкування. Користувач(ка) може просто вказувати на різні символи на сторінці або дошці за допомогою спеціальної сенсорної панелі. Коли користувач(ка) вибирає символ, принтер Blissymbol перетворює зображення на письмову англійську або французьку; дозволяючи ефективно передавати його чи її думки. Оригінальна ідея наукового проєкту Брахман призвела до того, що вона виграла срібну медаль на всесвітній виставці молодих винахідників у Канаді у 1985 році та премію молодіжного телебачення YTV. Зацікавившись космічними технологіями і допоміжним інтелектом, Брахман тепер працює в Лабораторії реактивного руху НАСА з метою пристосувати інновації НАСА до потреб людей з обмеженими можливостями.
У 1995 році Циммерман отримала ступінь бакалавра з фізики в Університеті Брандейс і ступінь магістра з космічних наук в Міжнародному космічному університеті у Франції в 1998 році. Циммерман спробувала здобути ступінь магістра з астрономії в Університеті Західного Онтаріо, але через два місяці після початку програми її збила машина, коли вона їхала на велосипеді, і була змушена покинути програму.

## Наукова кар'єра
Циммерман працювала в Дослідницькому центрі Еймса НАСА, Канадському космічному агентстві, Планетарному товаристві і Каліфорнійському технологічному інституті.
З 2003 року Циммерман працює на посаді спеціалістки з просвітництва в галузі сонячної системи і технологій та роботи з громадськістю в Лабораторії реактивного руху НАСА. Використовуючи свої зв'язки з Міжнародним космічним університетом, Циммерман організувала конкурс творів про планету Сатурн для учнів середніх та старших класів більш ніж у 50 країнах. Її роботи були опубліковані в журналі Planetary Report, журналі Національного космічного товариства і астрограммі Дослідницького центру Еймса НАСА. Циммерман нині працює над взаємодією з радіоізотопною енергетичною системою, а також над організацією місії «Кассіні — Гюйгенс» на Сатурні і Титані. Рейчел веде семінари з підвищення кваліфікації вчителів на щорічних конференціях Національної асоціації викладачів природничих наук і Каліфорнійської асоціації вчителів природничих наук. З 2013 по 2016 рік Рейчел Циммерман була президентом наукової освіти для студентів з обмеженими можливостями.

## Нагороди
У 2011 році Циммерман отримала приз Visionary Award of the Women in Film на міжнародному кінофестивалі в Торонто.